# Polígon estelat
| {5/2} {7/2} {7/3} {8/3} {9/2} {9/4} {10/3} ... |                                        |        |       |
| Símbol de Schläfli 2<2q<p mcd (p,q)=1          | {p/q}                                  |        |       |
| Vèrtexs i costats                              | p                                      |        |       |
| Diagrama de Coxeter-Dynkin                     | Anell · p/q · Punt                     |        |       |
| Grup de simetria                               | Diedral (Dp)                           |        |       |
| Polígon dual                                   | Autodual                               |        |       |
| Angle intern (en graus)                        | {\displaystyle {\frac {180(p-2q)}{p}}} |        |       |
| {5/2}                                          | {7/2}                                  | {7/3}  | {8/3} |
| {9/2}                                          | {9/4}                                  | {10/3} | ...   |

En geometria, un polígon estelat (o estrellat) és un polígon còncau anomenat així per la seva semblança a una estrella. Només s'han estudiat amb certa profunditat aquells que són regulars, ja que els polígons estrellats en general no han estat definits formalment. També se'ls anomena simplement estrella i no s'han de confondre amb els dominis estrellats.

## Polígons estelats regulars
En geometria, un polígon estelat regular (o estrellat) és un polígon amb angles iguals i costats iguals que es tallen entre ells mateixos. Es pot crear unint un vèrtex d'un polígon regular simple de p costats amb un altre vèrtex no adjacent del qual dista q vèrtexs, i repetint el procés fins que es retorna al vèrtex inicial. També es pot considerar que, per dos nombres enters p i q, es construeix unint cada q-èsim punt d'entre p punts equidistants en una circumferència. Per exemple, en un pentàgon regular, una estel de cinc puntes es pot obtenir dibuixant una línia del primer al tercer vèrtex, del tercer al cinquè, del cinquè al segon, del segon al quart i del quart al primer una altra vegada. La notació per a aquests polígons, segons el símbol de Schläfli, és {p/q}, que és el mateix que {p/p-q}. Els polígons estelats regulars soriginen quan p i q són coprimers. Els polígons regulars estelats van ser estudiats sistemàticament per Thomas Bradwardine.

### Exemples
Exemples d'estrelles geomètriques ordenades segons el símbol de Schläfli:
| Exemples d'estrelles geomètriques ordenades segons el símbol de Schläfli |

### Figures estelades
| Figura estrellada hexagrama 2{3} o {6/2} | Figura estrellada eneagrama 3{3} o {9/3} |

Si el nombre de costats p és divisible per q, la figura estelada resultant serà un polígon regular de p/q costats. Una nova figura s'obté fent rodar aquests p/q-àgons regulars d'un vèrtex en un vèrtex en el polígon original fins que el nombre del vèrtexs girats sigui igual a p/q menys u, i combinant aquests polígons. Un cas extrem seria quan p/q és 2, que origina una figura que consisteix en p/2 segments rectes.
En altres casos on p i q tenen un factor comú, s'obté un polígon estelat corresponent a una p més baixa, i es poden combinar versions amb una rotació diferent. Aquestes figures s'anomenen figures estelades, polígons estelats inapropiats o bé polígons combinats. Sovint s'empra la mateixa notació {p/q}, tot i que autoritats com Grünbaum (1994) argumenten que la forma k{p} és més correcta, on normalment k=q.
Una altra complicació és la combinació de dos o més polígons estelats, com per exemple dos pentacles inscrits en un decàgon, amb una rotació de diferència entre ells de 36°. Això s'escriu correctament en la forma k{p/q}, com a 2{5/2}, millor que la més utilitzada {10/4}.

### Simetria
Els polígons estelats regulars i les figures estelades poden ser concebuts com un diagrama de classes laterals dels subgrups {\displaystyle x\mathbb {Z} _{n}} del grup finit {\displaystyle \mathbb {Z} _{n}}.
El grup de simetria de {p/k} és el grup diedral Dp d'ordre 2p, independent de k.

## Polígons estelats irregulars

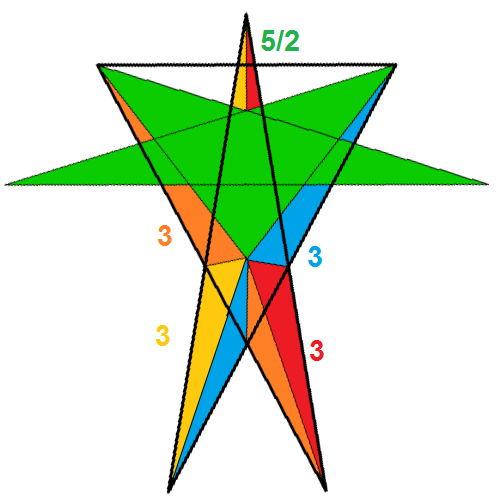
La línia blanca d'aquest graf és un polígon cíclic hexagonal irregular. Defineix la figura de vèrtex del gran icosidodecaedre retrotruncat. Les longituds dels costats són definides per la distància entre vèrtexs alternats de les cares del políedre uniforme.

Un polígon estrellat no ha de ser necessàriament regular. Hi ha polígons cíclics estrellats irregulars que es construeixen com a figures de vèrtex dels políedres uniformes, definits per la seqüència de cares al voltant de cada vèrtex, cosa que permet múltiples girs i direccions retrògrades.
L'hexagrama unicursal és un altre exemple de polígon cíclic estelat irregular, que conté només D2h simetries diedrals.

## Interiors dels polígons estelats
Els polígons estelats deixen una ambigüitat respecte a la interpretació dels seus interiors. Aquest diagrama mostra tres interpretacions d'un pentacle.
1. La interpretació de l'esquerra té els 5 vèrtexs d'un pentàgon regular units alternativament en un camí cíclic, saltant vèrtexs alternadament. L'interior és tota la zona contigua a cada costat (per dins) fins a la següent intersecció. Això fa que la regió pentagonal convexa estigui, de fet, a l'exterior, i en general es pot determinar l'interior amb una regla de paritat que consisteix a comptar quants costats s'han intersectat d'un punt a l'infinit.
2. La interpretació central també té els 5 vèrtexs d'un pentàgon regular units per un camí cíclic.
Hi ha dues possibilitats d'interior:
a) l'interior és un simple polígon de deu costats limitat pel perímetre del polígon, com en el tercer cas.
b) l'interior té la regió central convexa pentagonal envoltada dues vegades, perquè el perímetre estelat gira al voltant seu dues vegades.
3. La interpretació de la dreta crea nous vèrtexs a les interseccions dels costats (5 en aquest cas) i defineix un nou decàgon còncau format pel perímetre de la segona interpretació. De fet, així deixa de ser un pentagrama.
Cada cas porta a una interpretació diferent de l'àrea d'un polígon.

### Examples d'interpretacions d'un prisma estelat
Prisma heptagràmic {7/2}:
| Heptagrames amb interior binari | Heptagrames amb un simple perímetre interior |

El prisma heptagràmic anterior mostra que diferents interpretacions poden crear aparences molt diferents.
Els constructors de models de políedres, com en Magnus Wenninger, solen representar les cares dels polígons estelats de forma còcava, sense els costats interiors mostrats.

## Polígons estrellats a l'art i la cultura
Els polígons estelats han tingut un paper important en l'art i la cultura arreu del món. Aquest polígons no són sempre regulars però sempre tenen molta simetria.
Alguns exemples en són els següents:
- El polígon estelat {5/2}, conegut també com a pentacle, pentalfa o pentagrama, ha tingut històricament una consideració de significat ocult per diverses religions o creences.
- La figura estelada més simple, la {6/2} que està formada per dos triangles, l'hexagrama (Estrella de David, Segell de Salomó).
- Els polígons estelats {7/3} i {7/2}, heptagrames, també tenen un significat ocult, particularment en el Kabbalah i en el Wicca.
- La figura estelada {8/2} (dos quadrats superposats), que es coneix com l'Estrella de Lakshmi i s'usa en l'hinduisme.
- El polígon estelat {8/3}, i l'estel combinat de dos polígons {16/6}, que són motius geomètrics freqüents a l'art i l'arquitectura islàmica de l'Imperi Mughal; començant per l'escut de l'Azerbaidjan.
- Un estel d'onze puntes que sembla haver estat emprat a la tomba de Shah Nemat Ollah Vali.

Alguns símbols basats en polígons estelats s'han entrellaçat, amb petits buits, i / o, en el cas d'una figura estelada, fent servir diferents colors.
|  |  |